# Polydóros

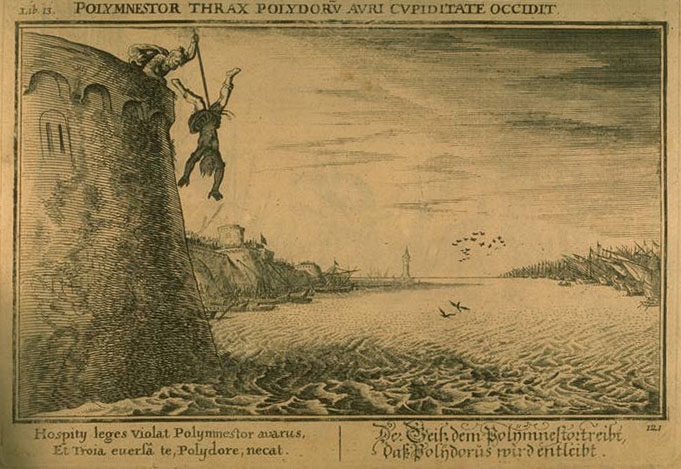
Polyméstor svrhává Polydóra do oceánu

Polydóros (latinsky Polydorus) je časté řecké jméno, které se v řecké mytologii i historii několikrát opakuje.

## Polydóros – syn Kadma
Thébský král Polydóros byl synem Kadma, který založil Théby; Kadmovou manželkou byla Harmonia.
Polydóros měl se svou manželkou Nyktéidou syna Labdaka, jeho synem byl pozdější thébský král Láios a vnukem Oidipús. Podle Labdaka bývá nazýván rod Labdakovců, významný v Thébách.
Polydóros předčasně zemřel a syna Labdaka odporučil svému tchánu Nykteovi. Když však Labdakos také brzy zemřel, zůstal po něm mladičký Láios, nedospělý pro převzetí královské moci, proto se vlády ujal Nykteus. Také on vládl krátce, po jeho smrti se thébským králem stal jeho bratr Lykos.
Lykos na nátlak své manželky Dirké pronásledoval Nykteovu dceru Antiopu, kterou dokonce věznil v hradní věži. Když se zachránila, její synové Amfíón a Zéthos – jejich otcem byl Zeus – potrestali Dirké, Lyka zabili a zmocnili se království.

## Polydóros – syn Hippomedontův
Tento Polydóros se zúčastnil tzv. války epigonů (potomků) sedmi proti Thébám. V ní byly Théby dobyty a zničeny.

## Polydóros – syn Priamův
Polydóros se jmenoval nejmladší syn trojského krále Priama a jeho manželky Hekaby. V desátém roce obléhání Tróje Acháji, poté co se Achilleus rozběsněný smrtí svého přítele Patrokla vrátil do boje, mu Priamos po dlouhém naléhání dovolil zúčastnit se bitvy. Polydóros vyběhl z řady bojovníků zrovna ve chvíli, kdy kolem jel na voze Achilleus. Achilleus Polydóra zezadu probodl a Polydóros na místě zemřel.
Podle jiné verze se během trojské války král Priamos bál o bezpečnost svého nejmladšího syna, a poslal jej spolu s dary, jako jsou šperky a zlato, na dvůr svého zetě Polyméstora, krále thráckých Bistonů, aby ho držel dál od bojů. Poté, co Trója padla, Polyméstor Priama zradil a hodil Polydóra do oceánu, aby si poklady nechal pro sebe.

## Polydóros z Rhodu
Nejslavnější toho jména je pravděpodobně Polydóros z Rhodu, známý ze spolutvorby slavného sousoší Láokoón, na kterém se podílel s umělci jménem Athénodóros a Agésandros.